# World Class Track Meet
World Class Track Meet (ファミリートレーナー ランニングスタジアム?, Family Fun Fitness: Running Stadium) è un videogioco multisportivo del 1986 sviluppato da Human Entertainment per Nintendo Entertainment System. Originariamente distribuito in America del Nord con il titolo Stadium Events, il gioco è stato successivamente pubblicato da Nintendo.
Negli Stati Uniti è stata commercializzata una versione del NES composta da console, Family Fun Fitness, NES Zapper, due gamepad e una cartuccia contenente il gioco insieme a Super Mario Bros. e Duck Hunt.

## Modalità di gioco

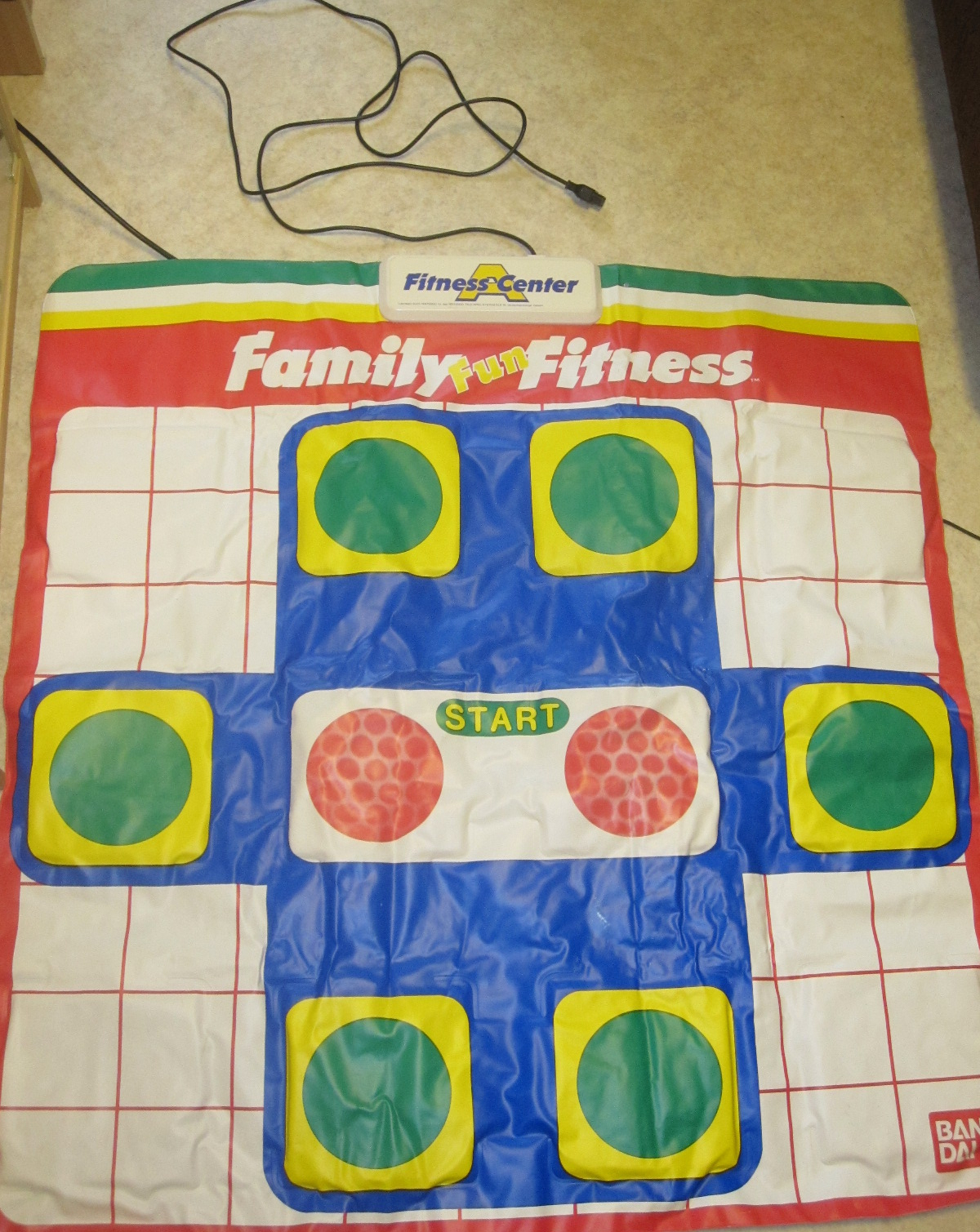
Family Fun Fitness

In World Class Track Meet sono presenti quattro discipline atletiche: 100 metri piani, 110 metri ostacoli, salto in lungo e salto triplo.
È possibile effettuare le sfide in multigiocatore (fino a 6 giocatori) o contro il computer (la cui difficoltà è espressa usando nomi di animali).